# Parowóz wieloczłonowy
Parowóz wieloczłonowy lub sprzężony - parowóz posiadający co najmniej dwa zespoły napędne. Dzięki temu mógł się wpisywać w bardzo ostre łuki w górach. Parowozy powodowały niespokojną jazdę nawet przy małej prędkości. Parowozy wieloczłonowe są spotykane na liniach wąskotorowych.

## Parowozy wieloczłonowe
| Parowóz   | Schemat | Zdjęcie |
| --------- | ------- | ------- |
| Malleta   |         |         |
| Meyera    |         |         |
| Fairliego |         |         |
| Garratta  |         |         |
| Shaya     |         |         |